# Waghaz (distrikt)
Waghaz är ett distrikt i Afghanistan. Det ligger i provinsen Ghazni, i den centrala delen av landet, 150 kilometer sydväst om huvudstaden Kabul. Administrativ huvudort är Waghaz.
Distriktet beräknades år 2022 ha cirka 45 000 invånare.